# Murat e lo Caire
Murat-le-Quaire és un municipi francès situat al departament del Puèi Domat i a la regió d'Alvèrnia-Roine-Alps. L'any 2007 tenia 477 habitants.

## Demografia

### Població
El 2007 la població de fet de Murat-le-Quaire era de 477 persones. Hi havia 179 famílies de les quals 58 eren unipersonals (23 homes vivint sols i 35 dones vivint soles), 51 parelles sense fills, 66 parelles amb fills i 4 famílies monoparentals amb fills.
La població ha evolucionat segons el següent gràfic:
Habitants censats

### Habitatges
El 2007 hi havia 555 habitatges, 199 eren l'habitatge principal de la família, 327 eren segones residències i 28 estaven desocupats. 390 eren cases i 163 eren apartaments. Dels 199 habitatges principals, 148 estaven ocupats pels seus propietaris, 45 estaven llogats i ocupats pels llogaters i 7 estaven cedits a títol gratuït; 4 tenien una cambra, 9 en tenien dues, 36 en tenien tres, 71 en tenien quatre i 80 en tenien cinc o més. 158 habitatges disposaven pel capbaix d'una plaça de pàrquing. A 104 habitatges hi havia un automòbil i a 85 n'hi havia dos o més.

### Piràmide de població
La piràmide de població per edats i sexe el 2009 era:
| Homes | Edats   | Dones |
| ----- | ------- | ----- |
| 0     | 95 o +  | 0     |
| 0     | 90 a 94 | 0     |
| 0     | 85 a 89 | 0     |
| 0     | 80 a 84 | 4     |
| 8     | 75 a 79 | 4     |
| 8     | 70 a 74 | 12    |
| 12    | 65 a 69 | 20    |
| 4     | 60 a 64 | 4     |
| 4     | 55 a 59 | 4     |
| 20    | 50 a 54 | 16    |
| 44    | 45 a 49 | 28    |
| 28    | 40 a 44 | 20    |
| 20    | 35 a 39 | 36    |
| 24    | 30 a 34 | 8     |
| 20    | 25 a 29 | 8     |
| 0     | 20 a 24 | 4     |
| 16    | 15 a 19 | 24    |
| 24    | 10 a 14 | 4     |
| 16    | 5 a 9   | 20    |
| 12    | 0 a 4   | 12    |

## Economia
El 2007 la població en edat de treballar era de 318 persones, 247 eren actives i 71 eren inactives. De les 247 persones actives 223 estaven ocupades (129 homes i 94 dones) i 24 estaven aturades (9 homes i 15 dones). De les 71 persones inactives 28 estaven jubilades, 20 estaven estudiant i 23 estaven classificades com a «altres inactius».

### Ingressos
El 2009 a Murat-le-Quaire hi havia 214 unitats fiscals que integraven 512,5 persones, la mediana anual d'ingressos fiscals per persona era de 17.321 €.

### Activitats econòmiques
Dels 23 establiments que hi havia el 2007, 6 eren d'empreses de construcció, 3 d'empreses de comerç i reparació d'automòbils, 5 d'empreses d'hostatgeria i restauració, 1 d'una empresa financera, 3 d'empreses immobiliàries, 3 d'empreses de serveis i 2 d'entitats de l'administració pública.
Dels 7 establiments de servei als particulars que hi havia el 2009, 1 era un taller de reparació d'automòbils i de material agrícola, 2 paletes, 2 fusteries, 1 lampisteria i 1 restaurant.
L'únic establiment comercial que hi havia el 2009 era un supermercat.
L'any 2000 a Murat-le-Quaire hi havia 14 explotacions agrícoles que ocupaven un total de 545 hectàrees.

## Equipaments sanitaris i escolars
```
Murat-le-Quaire
 disposava d'un col·legi d'educació secundària amb 198 alumnes.
```

## Poblacions més properes
El següent diagrama mostra les poblacions més properes.